# Mitzi Jonelle Tan
Mitzi Jonelle Tan   (Manila, 27 d'octubre de 1997) és una activista juvenil per la justícia climàtica de les Filipines Viu a Metro Manila, Filipines.

## Biografia
L'activisme de Tan va començar el 2017 després de reunir-se amb dirigents indígenes del seu país. Això va fer que s'adonés que l'acció col·lectiva i el canvi de sistema són necessaris per crear una societat més justa i verda.
L'any 2019, Jonelle Tan va cofundar Youth Advocates for Climate Action Philippines (YACAP), de la que és coordinadora i portaveu internacional, i els Fridays For Future (FFF) de les Filipines, després de les manifestacions climàtiques a tot el món, de la que és portaveu de les Filipines. També va liderar vagues d'acció climàtica a la Universitat de les Filipines, així com vagues escolars pel clima en línia en l'inici de la pandèmia de la Covid-19.
A finals de 2020 Tan va ser una de les voluntàries que va organitzar Mock COP26, que va comptar amb delegats de 140 països. També va fer una xerrada a Mock COP26 sobre "com ser una activista que viu on l'activisme és equiparat amb el terrorisme".
Tan va ser una de les activistes que va participar en la campanya Fridays For Future 'Pass the Mic' a finals del 2020, per demanar que Attenborough passés la seva compte d'Instagram als defensors joves del Sud global.
Al novembre de 2020 Tan va donar suport a la sèrie de concerts internacionals Climate Live que se celebraran el 2021.
Tan juntament amb els altres quatre activistes dels països MAPA (Most Afected Peoples and Àrees, en català Pobles i Àrees Més Afectades), Eyal Weintraub (Argentina), Disha A Ravi (Índia), Kevin Mtai (Kenya) i Laura Verónica Muñoz (Colòmbia), juntament amb Greta Thunberg, van anunciar una nova onada de vagues climàtiques. A l'anunciar les vagues climàtiques, Tan va demanar "objectius anuals vinculants de carboni i retallades immediates de les emissions en tots els sectors de l'economia". També va dir: "Si no actuem ara, no tindrem l'oportunitat d'aconseguir aquests objectius per 2030 i 2050 dels que els dirigents mundials segueixen parlant".